# Hug V de Mataplana
Hug V de Mataplana pertanyia al llinatge dels Mataplana i era fill d'Hug IV de Mataplana i Guillema de Sales. Baró de Mataplana (Gombrèn al Ripollès), es casà amb Guillema de Cardona.
Durant les guerres pel poder durant la minoria d'edat de Jaume I havia pres partit per Nunó Sanç I de Rosselló. Participà en la Croada contra Al-Mayûrqa en la Host de Guillem II de Bearn i Montcada i morí amb aquest a la batalla de Portopí. Fou succeït pel seu fill Hug VI de Mataplana, també anomenat Ponç Hug.